# Radioaktiva räker
Radioaktiva räker var ett trallpunkband som bildades 1991 i Hofors, Gästrikland och upplöstes 2003.  

## Bandet
Bandet bildades 1991 av tonåringarna Johan Anttila, Daniel Torro, Jonas Lund och Jimmy Lindqvist. Sommaren 1992 fick de ett skivkontrakt på skivbolaget Beat Butchers. Jimmy Lindqvist ersattes av Matte Johansson. Bandet albumdebuterade 1994 med Labyrint som kom att bli en stor succé. Två år senare släpptes deras andra album, Res dig upp. Radioaktiva Räkers snabba allsångsvänliga trallpunk kom att för många symbolisera den svenska punkvåg som kulminerade i mitten av 1990-talet. Med tiden lämnade Daniel Torro bandet och ersattes av Jimmy Petersson. Radioaktiva Räker splittrades 2003 efter albumet Finito och en sommarturné. 
Bandet återförenades 25 september 2009 för en kväll i och med firandet av Beat Butchers 25-årsjubileum. Detta skedde på Södra teatern i Stockholm tillsammans med ett antal andra punkband som har samarbetat med Beat Butchers. Räkerna återförenades återigen för en konsert på Peace & Love-2011.

### Medlemmar
- Johan Anttila - gitarr, sång (1991-2003, 2009, 2011)
- Jimmy Petersson - gitarr, sång (1996-2003, 2009, 2011)
- Matte "Dåglas" Johansson - bas, kör (1992-2003, 2009, 2011)
- Jonas Lund - trummor  (1991-2003, 2009, 2011)
- Daniel Torro - gitarr, sång (1991-1996, 2009)
- Jimmy Linqvist - bas (1991-1992)

## Diskografi
- 1991 - Ur askan ur elden (Demo)
- 1992 -  Sanningen (Demo)
- 1993 -  Verkligheten (EP)
- 1994 -  Labyrint
- 1994 -  Bakom spegeln (Singel)
- 1996 -  Res dig upp
- 1998 -  Döda mej inte så dödar jag inte dej
- 1998 -  Tro inte allt (Samling)
- 2003 -  Finito